# Angelo Zarcone
Angelo Zarcone, soprannominato "Il tedesco" (...), è noto per essere stato il disegnatore del primo albo di Diabolik, Il re del terrore.

## Biografia
Di questo disegnatore si sa solamente che era italiano, di carnagione chiara, che negli anni sessanta aveva circa trent'anni, ed era soprannominato "Il tedesco" poiché si recava presso la redazione della casa editrice Astorina con un bambino biondo e usava vestirsi con bermuda e zoccoli come i turisti tedeschi. Viveva in una pensione, sotto la quale Gino Sansoni e Pier Carpi erano costretti ad appostarsi per costringerlo a terminare le tavole di Alboromanzo Vamp che consegnava sempre in ritardo pur avendo ricevuto il pagamento in anticipo. Di questa pubblicazione disegnò i numeri 4 e 7. Zarcone lavorò al numero di esordio di Diabolik, scritto da Angela Giussani, moglie di Sansoni, senza che questi ne fosse al corrente. All'epoca gli autori delle singole storie preferivano rimanere anonimi per poter sfuggire al fisco e venivano resi noti solo i creatori dell'intera serie. Consegnate le tavole all'Astorina, Zarcone sparì senza lasciare recapiti; le sorelle Giussani cercarono di rintracciarlo, ma al suo vecchio indirizzo non risultava nessuno con quel cognome. L'albo uscì nelle edicole nel novembre 1962 con una copertina disegnata da Brenno Fiumali. Successivamente, il secondo numero dal titolo L'inafferrabile criminale fu disegnato da un'amica modista di Angela Giussani, Calissa Giacobini (in arte "Kalissa"), mentre gli albi seguenti da Luigi Marchesi. Nell'agosto del 1964 vennero ristampati i primi 17 numeri della serie e, per l'occasione, le sorelle Giussani fecero ridisegnare il primo numero da Marchesi (il secondo albo fu rifatto invece da Aulo Brazzoduro).
Nel 1982, in occasione del ventennale della testata, le sorelle Giussani assoldarono il famoso investigatore Tom Ponzi per ritrovare Zarcone, ma neanch'egli ebbe successo. Il nome di Zarcone venne fatto per la prima volta nel 1992, nel volume Diabolik della collana I quaderni del fumetto italiano; per molto tempo, tuttavia, fu noto solo il cognome del disegnatore, tanto che nell'editoriale de Il grande Diabolik 1/2004 egli viene erroneamente citato da Sandrone Dazieri col nome Francesco.
Nel 2005 Brenno Fiumali, che conobbe di persona Zarcone, ne disegnò due ritratti in seguito alla richiesta di Gianni Bono, il quale li rese pubblici nel 2011. Fiumali chiarì inoltre che il nome proprio del disegnatore era Angelo.
Nel 2019 viene realizzato un documentario diretto da Giancarlo Soldi, dal titolo Diabolik sono io, all'interno del quale una drammatizzazione ricostruisce l'ipotetica vita di Zarcone dopo la cessazione della collaborazione con la testata. Nello stesso anno l'illustratore Bruno Prosdocimi dichiarò a Luca Boschi di aver conosciuto e frequentato continuativamente Angelo Zarcone.
Nel 2024 è stato pubblicato il libro Non sono stato io di Gianni Bono, storico del fumetto, e Raffaele Mangano, scrittore,  in cui viene ricostruita parte della biografia di Zarcone sulla base di testimonianze e documentazione inedite. Gli autori hanno scoperto che Zarcone era un pittore che veniva dalla Sicilia e si guadagnava da vivere vendendo i propri quadri:  alcuni dipinti firmati da Zarcone sono stati individuati quasi casualmente sul mercato antiquario. Era arrivato a Milano qualche anno prima del 1962 e cominciò a disegnare fumetti poiché aveva bisogno di guadagnare; questo lo portò a conoscere Gino Sansoni e di conseguenza le sorelle Giussani. Dal raffronto delle poche fotografie che lo ritraggono (fornite ai ricercatori da alcuni suoi conoscenti) con alcune vignette da lui realizzate risulta evidente che egli usasse dare ai personaggi le proprie sembianze o quelle di suoi conoscenti. In ogni caso, Zarcone non andava fiero di aver disegnato le storie velatamente pornografiche di Alboromanzo Vamp e il primo numero di Diabolik, poiché narrava le gesta di un assassino. Zarcone lasciò Milano alcuni anni dopo l'uscita de Il re del terrore. Prima di tornare definitivamente in Sicilia, pare che avesse soggiornato a Roma: è stato individuato nella Basilica di Sant'Apollinare un dipinto raffigurante san Josemaría Escrivá de Balaguer firmato da Zarcone e datato 1994.